# Riyad Pascià
Muṣṭafā Riyāḍ Pascià (in arabo مصطفى رياض باشا‎?; Il Cairo, 1834 – 1911) è stato un politico egiziano.
Fu Primo ministro tre volte (1879-1881, 1888-1981 e 1893-1894).
Statista e uomo politici egiziano, il nome di Muṣṭafā Riyāḍ Pascià viene talvolta scritto Riaz Pasha o Riyāḍ Bāshā, a causa degli ondivaghi sistemi traslitterativi dell'arabo.

## Origini e carriera
Mustafa Riyad Pascià era di origine circassa, ma qualcuno afferma anche una sua ascendenza ebraica della città di Smirne. Praticamente nulla si sa però della sua gioventù, salvo che, fino all'assunzione del Khedivato da parte di Isma'il Pascià nel 1863, egli occupò posizioni lavorative e sociali umili.